# Prasinocyma immaculata
Prasinocyma immaculata là một loài bướm đêm trong họ Geometridae.